# Ли Чэнцянь
Ли Чэнцянь или Ли Чэн-цянь (619 — 645) — старший сын китайского императора Ли Ши-миня (Тай-цзуна) из династии Тан, наследник престола (тайцзы) империи Тан в 626—643 годах. Был обвинён в заговоре с целью свержения своего отца, разжалован в простолюдины и отправлен в изгнание, где и умер.

## Происхождение
Ли Чэнцянь был старшим сыном императора Ли Шиминя, второго правителя империи Тан, и его первой супруги императрицы Чжансунь (Вэньдэ). Его дед Ли Юань, основатель династии Тан, происходил из могущественного аристократического рода Ли из Лунси (провинция Ганьсу). Согласно династическим историям, предком Ли Юаня в седьмом колене был Учжао-ван Ли Гао, основавший в 400 году царство Западная Лян (400—421), а прадедом — Ли Ху, который за свои заслуги перед династией Северная Чжоу был включён в число «восьми опор государства» (бачжуго) и в 558 году получил наследственный титул Тан-гун. При династии Суй дед Ли Чэнцяня занимал несколько придворных должностей, будучи племянником жены императора Вэнь-ди, пока в 617 году не поднял восстание, в результате которого сверг династию Суй и сам занял престол. Мать Ли Чэнцяня, императрица Вэньдэ (601—636), происходила из клана Чжансунь из Лояна и была дочерью суйского генерала Чжансунь Чэна (ум. в 609).

## Наследник престола
Ли Чэнцянь был объявлен наследником престола (тайцзы) империи Тан в восьмилетнем возрасте, вскоре после того как его отец Ли Ши-минь в 627 году стал вторым императором Тан, предварительно убив своего старшего брата тайцзы Ли Цзяньчэна и отстранив от власти своего отца Ли Юаня.